# صهبا امینی‌کیا
صهبا امینی کیا (متولد ۱۳۶۰ تهران) آهنگساز معاصر ایرانی-امریکایی‌تبار می‌باشد وی مقیم شهر سان فرانسیسکو، کالیفرنیا آمریکاست و قطعات موسیقی اش به‌طور گسترده‌ای در سراسر جهان توسط گروه‌های مختلف و ارکسترهای کلاسیک و نوین نواخته می‌شوند؛ از جمله: کوارتت کرونوس، Brooklyn Youth Chorus San Francisco Girls Chorus Carnegie Hall Ensemble Connect, Symphony Parnassus, Hotel Elefant, International Contemporary Ensemble,.Delphi Trio , Living Earth Show، مهسا وحدت و مدرسه عالی موسیقی افغانستان.

## سالهای نخستین
امینی کیا در دوران پس از انقلاب ۱۳۵۷ ایران (۱۹۸۰) در تهران متولد شده و تا سن ۲۵ سالگی در آنجا زندگی کرده‌است. او تحت تأثیر شاعرانی مانند حافظ، مولوی، فروغ فرخزاد و احمد شاملو، موسیقی سنتی، کلاسیک و جاز و موزیسین‌هایی مانند: شوستاکویچ، استراوینسکی، فیلیپ گلس، حسین علیزاده، کیهان کلهر، بیتلز، پینک فلوید، عزیزه مصطفی زاده، کویین و موسیقی الکترونیک دهه ۸۰ میلادی رشد کرد.

## تحصیلات
امینی کیا تحصیلات خودرا درایران نزد استادانی مانند مهران روحانی، نیکان میلانی، صفا شهیدی و گاگیک بابایان و در روسیه نزد بوریس ایوانوویچ تیشنکو و در سان فرانسیسکو، کالیفرنیا نزد دیوید کانتی، دیوید گارنر،  دن بکر و کنراد سوسا به پایان رسانیده‌است؛ همچنین از ریچارد دنیلپور جان کورلیانو و جان آدامز درس‌هایی دریافت کرده‌است. وی در کنسرواتوار کرساکف شهر سن پترزبورگ در روسیه نزد باریس تیشنکو که از شاگردان دیمیتری شوستاکویچ می‌باشد تحصیل کرده و در ادامه به آمریکا مهاجرت کرده و تحصیلات خود را در درجه کارشناسی ارشد در رشته آهنگسازی در کنسرواتوار سان فرانسیسکو به پایان رسانده‌است.

## سابقه کار
قطعات موسیقی امینی کیا در ایالات متحده، کانادا، ایران، امارات متحده عربی و... و همچنین در مکان‌هایی مانند مراکز هنرهای نمایشی مانند: Kennedy Center for the Performing Arts, Le Poisson Rouge, Yerba Buena Center for the Arts, SFJAZZ به‌طور گسترده‌ای اجرا شده‌است. این قطعات توسط گروه‌های تئاتر، گروه‌های معاصر کلاسیک، فیلم‌ها، گروه‌های موسیقی سنتی ایرانی و همچنین گروه‌های موسیقی جاز از جمله کوارتت کرونوس، کر دختران سان فرانسیسکو، کر جوانان بروکلین بایگانی‌شده  در ۲۳ مارس ۲۰۱۸ توسط Wayback Machine، آیس، مدرسه عالی موسیقی افغانستان نواخته می‌شوند،  از جمله کوارتت شماره سه وی به نام «مرثیه ای برای بازماندگان» که توسط کوارتت کرونوس در سالن Yerba Buena Center سان فرانسیسکو، کالیفرنیا برای اولین بار به اجرا درآمد. این قطعات از موسیقی معاصر روسیه، جاز و موسیقی شهری و محلی ایران منشأ می‌گیرند.
امینی کیا در سال ۲۰۱۷ به عنوان آرتیست مقیم جشنواره سالانه کرونوس فستیوال Kronos Festival: Here and Now پنج کار جدید برای کوارتت کرونوس و آنسامبلهای دیگر تدوین کرد که یکی از این قطعات (۲۰ دقیقه) که نتیجه یک همکاری بین کرونوس کوارتت، گروه کر دختران سانفرانسیسکو و مؤسسه ملی موسیقی افغانستان بود، با نام «موسیقی سماوی» (Music of Spheres) در فوریه ۲۰۱۸ توسط کمپانی Orange Mountain Music که متعلق به آهنگساز معاصر فیلیپ گلس می‌باشد منتشر شده‌است. مجموعه ای از آثار اولیه وی تحت عنوان «مینیاتورها» توسط نشر هرمس در سال ۹۱ در تهران منتشر شده‌است.
یکی از آخرین کارهای وی برای روزنامه گاردین به شکل یک تجربه واقعیت مجازی (VR) بر اساس داستان کوتاهی از خالد حسینی نویسنده افغان-آمریکایی تهیه شد. موسیقی این تجربه توسط کوارتت کرونوس کوارتت و نوازنده انگلیسی دیوید کولتر اجرا و ویدیو این کار به نام Sea Prayer برای سالروز مرگ آلان کردی کودک پناهنده کرد عراقی که پیکرش در ساحل پیدا شد ساخته شده‌است.

## جوایز
- ۲۰۱۷: جشنواره کرونوس Artist-in-Residence: Here and Now
- ۲۰۱۵: American Prize - Professional Chamber Music Division[۹]
- ۲۰۱۴ - آهنگساز مقیم جشنواره موسیقی مجلسی Great Lakes Chamber Music Festival 2014[۱۰]
- ۲۰۱۲ - برنده اول مسابقه آهنگسازی جشنواره موسیقی مجلسی شانگهای-سان فرانسیسکو[۱۱]
- ۲۰۱۱ - بورس بنیاد فیلیس واتیس Phyllis Wattis Foundation[۱۲]
- ۲۰۱۰ - فینالیست مسابقه آهنگسازان جوان مورتن گولد